# Sobrado (Castelo de Paiva)
Sobrado is een plaats (freguesia) in de Portugese gemeente Castelo de Paiva en telt 2 921 inwoners (2001).